# SilverKris
SilverKris est un magazine inflight mensuel édité par la compagnie aérienne singapourienne Singapore Airlines pour être distribué gratuitement à bord de ses avions de ligne pendant leurs vols passagers.